# PortosRio
A PortosRio é uma empresa pública federal que atua como a Autoridade Portuária responsável pela gestão dos portos públicos do estado do Rio de Janeiro que compreende os portos do Rio de Janeiro, Itaguaí, Niterói e Angra dos Reis. Anteriormente, era denominada Companhia Docas do Rio de Janeiro.

## Histórico
Os primeiros projetos para o desenvolvimento do Porto do Rio de Janeiro surgiram na década de 1870, com a construção da Doca da Alfândega. Até então, havia instalações dispersas, compreendendo os trapiches da Estrada de Ferro Central do Brasil, da Ilha dos Ferreiros, da Enseada de São Cristóvão, da Praça Mauá, além dos cais Dom Pedro II, da Saúde, do Moinho Inglês e da Gamboa. 
Os Decretos nº 849, de 11 de outubro de 1890, e nº 3.295, de 23 de maio de 1890, autorizaram respectivamente as empresas: Industrial de Melhoramentos do Brasil e The Rio de Janeiro Harbour and Docks a construir um conjunto de cais acostáveis, armazéns e alpendres. Foram escolhidos os trechos entre a Ilha das Cobras e o Arsenal de Marinha, e do Arsenal de Marinha até a Ponta do Caju. 
Em 1903, a firma C.H. Walker & Co. Ltda foi contratada pelo Governo Federal para a execução de obras de construção e melhorias nas áreas de cais. Posteriormente, foram implantados o Cais da Gamboa e sete armazéns. A inauguração oficial do porto do Rio de Janeiro ocorreu em 20 de julho de 1910, administrado naquele ano pela Demart & Cia. De 1911 a 1922, a administração ficou com a Compagnie du Port do Rio de Janeiro e de 1923 a 1933, com a Companhia Brasileira de Exploração de Portos.
Com a Lei nº 190, de 16 de janeiro de 1936, foi constituído o órgão federal autônomo denominado Administração do Porto do Rio de Janeiro, que recebeu as instalações em transferência, ficando subordinado ao Departamento Nacional de Portos e Navegação (DNPN), do Ministério da Viação e Obras Públicas (MVOP). 
Posteriormente, a entidade passou a se chamar Administração do Porto do Rio de Janeiro (APRJ).
Em 1967, foi criada a Companhia Docas do Rio de Janeiro através do Decreto-Lei nº 256, de 28 de fevereiro de 1967.
Em 9 de julho de 1973, por meio do Decreto nº 72.439, foi aprovada a criação da Companhia Docas da Guanabara.
Com a fusão dos estados da Guanabara e Rio de Janeiro, dando lugar ao estado do Rio de Janeiro, a Companhia Docas da Guanabara deu lugar à atual Companhia Docas do Rio de Janeiro (CDRJ), por meio da Portaria n° 647, de 07 de julho de 1976.
Com a promulgação da Lei nº 8.630/93, as operações portuárias foram transferidas, por intermédio de contratos de arrendamento de áreas, para empresas do setor privado, atuando sob a forma de Terminais Portuários.
Em 12 de dezembro de 2022, foi anunciado que a Companhia Docas do Rio de Janeiro passaria a adotar o nome fantasia Portos Rio.

## Atuação
A Portos Rio tem por objeto social exercer as funções de autoridade portuária no âmbito dos portos organizados no Estado do Rio de Janeiro, sob sua administração e responsabilidade, em consonância com as políticas públicas setoriais formuladas pelo Ministério da Infraestrutura.
A empresa busca garantir a efetividade operacional dos seus portos com sustentabilidade, competitividade das operações e foco na satisfação dos usuários, como agente de desenvolvimento sócio econômico e ambiental.

## Portos
O Complexo Portuário administrado pela Portos Rio é composto por;
- Porto do Rio de Janeiro
- Porto de Niterói
- Porto de Itaguaí
- Porto de Angra dos Reis